# Józef Paszkiewicz
Józef Konrad Paszkiewicz (ur. 12 lutego 1898 w Czapurach, zm. wiosną 1940 w Charkowie) – major artylerii Wojska Polskiego, powstaniec wielkopolski, kawaler Orderu Virtuti Militari, ofiara zbrodni katyńskiej.

## Życiorys
Józef Paszkiewicz urodził się 12 lutego 1898 w Czapurach jako syn Wojciecha i Marii z Heigelmanów. W latach 1904–1915 uczył się w Poznaniu i tam zdał maturę. W 1906 uczestniczył w strajku szkolnym, był członkiem tajnego Towarzystwa Tomasza Zana. W latach 1915–1916 służył w armii niemieckiej, po czym przez dwa lata studiował prawo na uniwersytecie w Berlinie. Wziął udział w powstaniu wielkopolskim. Na początku 1919 wstąpił do Wojska Polskiego i walczył na froncie ukraińskim i w wojnie polsko-bolszewickiej w szeregach 55 Poznańskiego pułku piechoty. Po zakończeniu działań wojennych pozostał w wojsku i został zweryfikowany w stopniu porucznika ze starszeństwem z dniem 1 grudnia 1920 i 3. lokatą w korpusie oficerów piechoty. W 1926 został przeniesiony z 55 pułku piechoty do 17 pułku artylerii polowej w Gnieźnie, gdzie do 1935 był dowódcą baterii. 27 stycznia 1930 awansował na kapitana ze starszeństwem z dniem 1 stycznia 1930 i 64. lokatą w korpusie oficerów artylerii. Od 1935 został przydzielony do Centrum Wyszkolenia Artylerii w Toruniu. Do 30 sierpnia 1939 był II zastępcą dowódcy (kwatermistrzem) 31 pułku artylerii lekkiej w Toruniu. 30 sierpnia objął dowództwo Oddziału Zbierania Nadwyżek 31 pal.  

W czasie mobilizacji w 1939 został mianowany dowódcą Ośrodka Zapasowego Artylerii Lekkiej Nr 8 w Skierniewicach. 4 września na czele oddziału wyruszył do Piotrkowa Kujawskiego skąd transportem kolejowym miał być przewieziony do Ośrodka Zapasowego Artylerii Lekkiej Nr 8 w Skierniewicach. 6 września podjął decyzję o skierowaniu oddziału do Chełma w dwóch rzutach: kolejowym oraz na podwodach i na rowerach. Sam wyjechał samochodem z Piotrkowa do Chełma po rozkazy. Po agresji ZSRR na Polskę 19 września 1939 – w rejonie Łucka – dostał się do niewoli sowieckiej, a następnie umieszczono go w obozie w Starobielsku. Wiosną 1940 został zamordowany przez funkcjonariuszy NKWD w Charkowie i pogrzebany w bezimiennej mogile zbiorowej w Piatichatkach, gdzie od 17 czerwca 2000 mieści się oficjalnie Cmentarz Ofiar Totalitaryzmu w Charkowie. Figuruje na Liście Starobielskiej NKWD pod poz. 2752. 

## Upamiętnienie
5 października 2007 minister obrony narodowej Aleksander Szczygło mianował go pośmiertnie na stopień podpułkownika. Awans został ogłoszony 9 listopada 2007 w Warszawie, w trakcie uroczystości „Katyń Pamiętamy – Uczcijmy Pamięć Bohaterów”.

## Ordery i odznaczenia
- Krzyż Srebrny Orderu Wojskowego Virtuti Militari nr 4655 (1922)[12]
- Krzyż Walecznych (czterokrotnie, po raz 3 i 4 w 1921)[13]
- Medal Niepodległości (16 marca 1933)[14]
- Medal Pamiątkowy za Wojnę 1918–1921[4]
- Medal Dziesięciolecia Odzyskanej Niepodległości[4]
- Odznaka Pamiątkowa Frontu Litewsko Białoruskiego
- Odznaka pamiątkowa „Orlęta”
- Odznaka Pamiątkowa Wojsk Wielkopolskich